# Exetastes amancoi
Exetastes amancoi là một loài tò vò trong họ Ichneumonidae.